# آش سماق
آش سماق یکی از غذاهای سنتی استان همدان و از غذاهای بومی تویسرکان به‌شمار می‌آید توسط حبوباتی همچون نخود و لوبیا، آلو، سیب زمینی خرد شده، رشته، سبزیجاتی همچون تره و شنگ پخته می‌شود و نهایتاً آب سماق را به آن اضافه کرده و با پیاز داغ تزئین می‌کنند.
در ایران بیش از ۴۰۰ نوع آش داریم که هر کدام عطر و طعم خاص خود را دارد. برخی از آش‌ها مثل آش سماق مخصوص یکی از نواحی ایران است و در دیگر جاها کمتر استفاده می‌شود. برخی دیگر مانند آش رشته نیز در تمام مناطق طبخ می‌شوند.